# Назаров, Иван Алексеевич
Ива́н Алексе́евич Наза́ров (1882 год— 1917 год, Москва) — солдат из отряда двинцев.
До ареста двинцев служил в 480-м Даниловском полку 5-й армии. В первом бою в борьбе за Советскую власть на Красной площади был смертельно ранен.
Похоронен у Кремлёвской стены.